# Taganrog
Taganrog (în limba rusă: Таганрог) este un oraș și port la Marea Azov, în regiunea Rostov din Rusia. Are o populație de 279.000 (conform estimărilor din 2005.
Orașul a fost fondat în mod oficial de Petru cel Mare pe 12 septembrie 1698 ca port-bază militară a marinei ruse. Dezvoltarea orașului a fost strâns legată de istoria zbuciumată a Imperiului Rus, care a luptat multă vreme pentru accesul la Marea Neagră și, mai departe, la Marea Mediterană. Data de 20 octombrie 1696, când Duma rusă a aprobat înființarea Marinei ruse cu baza la Tangarog, este sărbătorită ca zi de naștere forțelor navale naționale.  

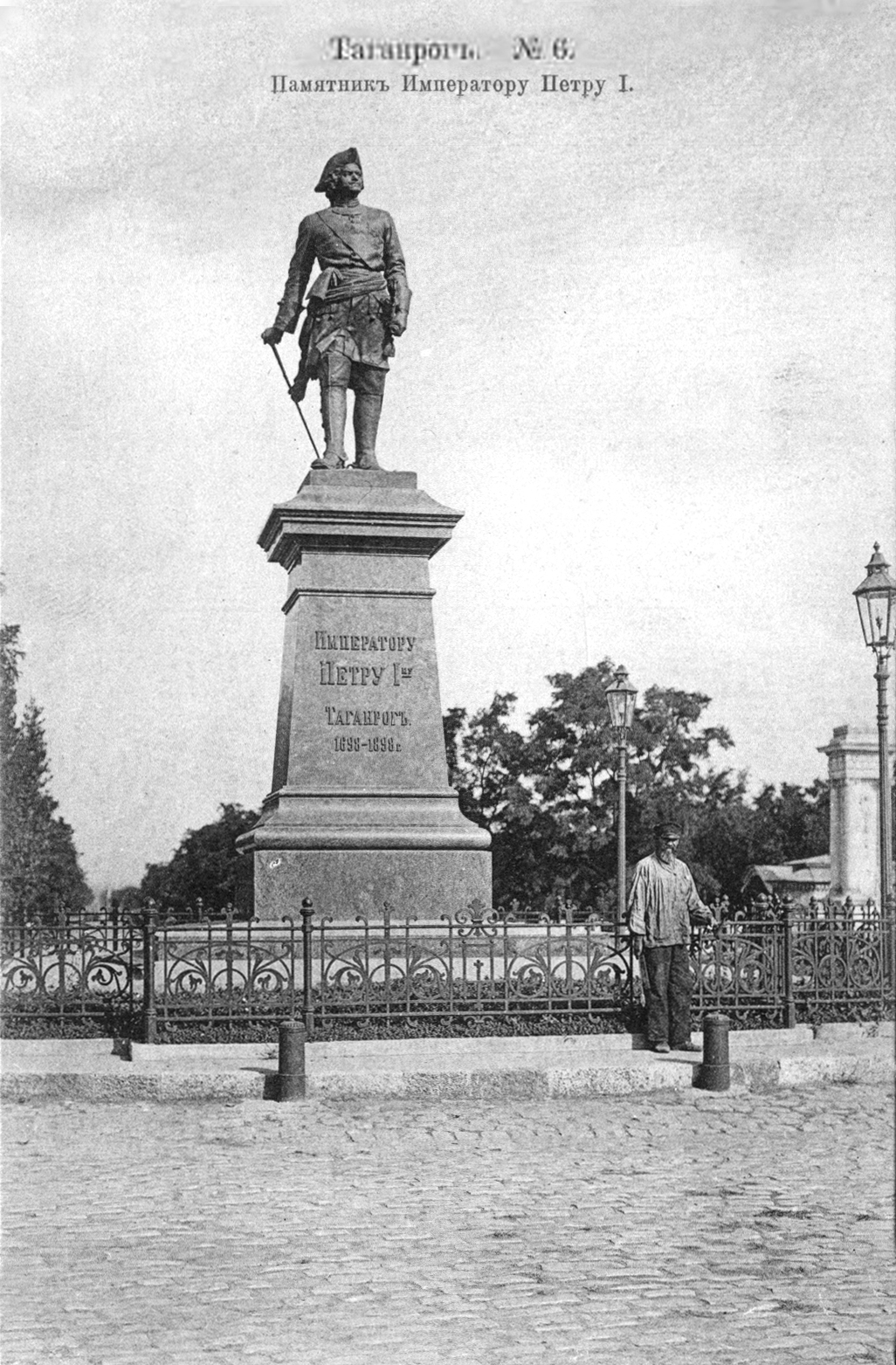
Monumentul lui Petru cel Mare din Taganrog

Orașul este și "locul de naștere al lui  Anton Cehov", aici aflându-se numeroase locuri și monumente care amintesc de copilăria și tinerețea dramaturgului rus.
Orașul a fost în 1855 unul dintre teatrele de luptă din timpul războiului Crimeii.

## Obiective turistice

### Biserica
Biserica Tuturor Sfinților, 
Biserica Sfântul Gheorghe,
Biserica Nicolae,
Biserica "Nașterea Maicii Domnului",
Biserica Sfânta Сергиевский templu,
Biserica Sfînta treime templu,
Capela Sf. Taganrogskogo,
Capela Alexander Nevsky, 
Capela Sfântul Pantelimon, 
Capela Kazan icoanei Maicii domnului, 
Biserica Creștin Adventist de ziua a șaptea,
Biserica Sfintei Treimi.

### Muzee

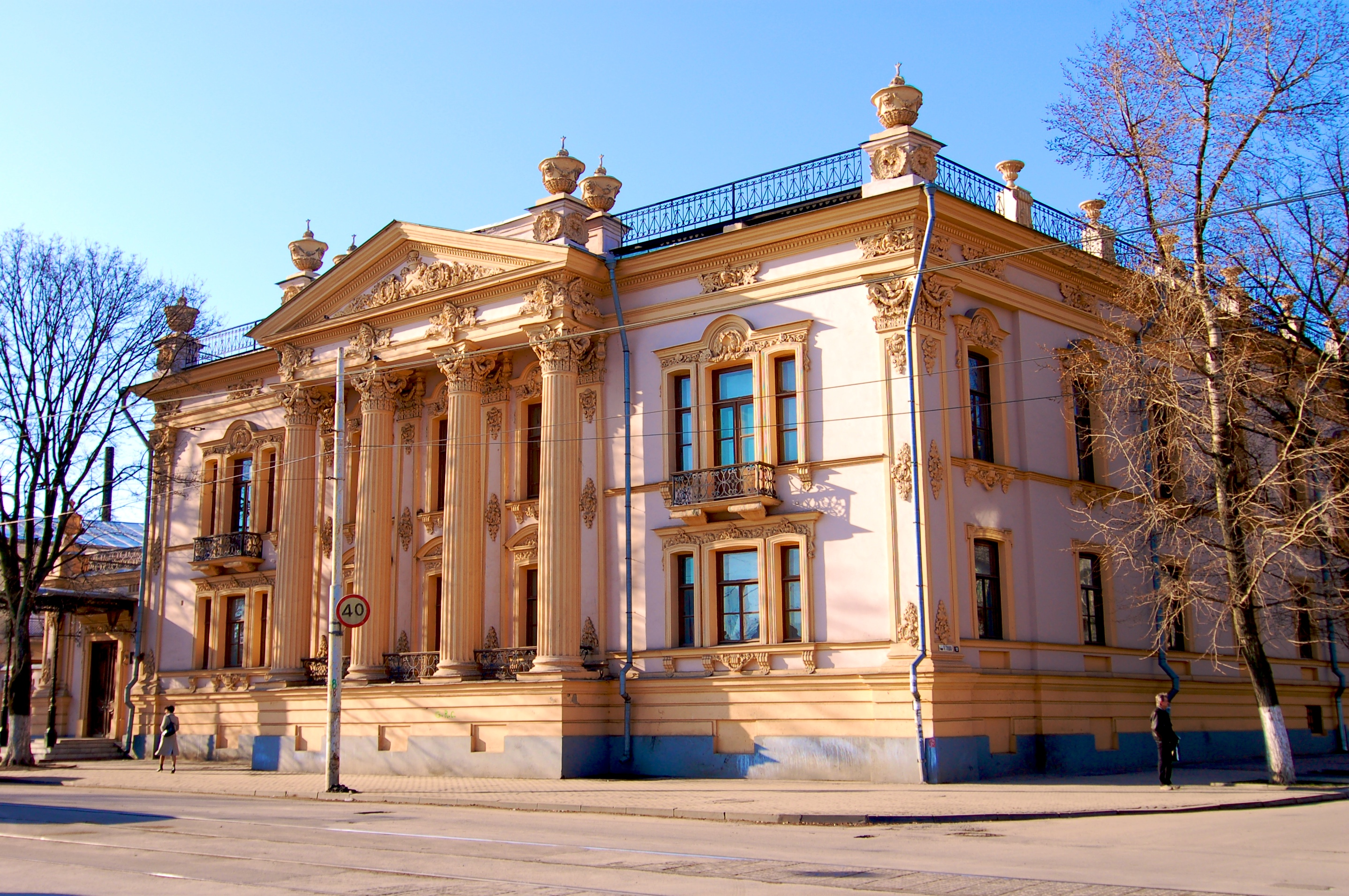
Palatul Alfraki

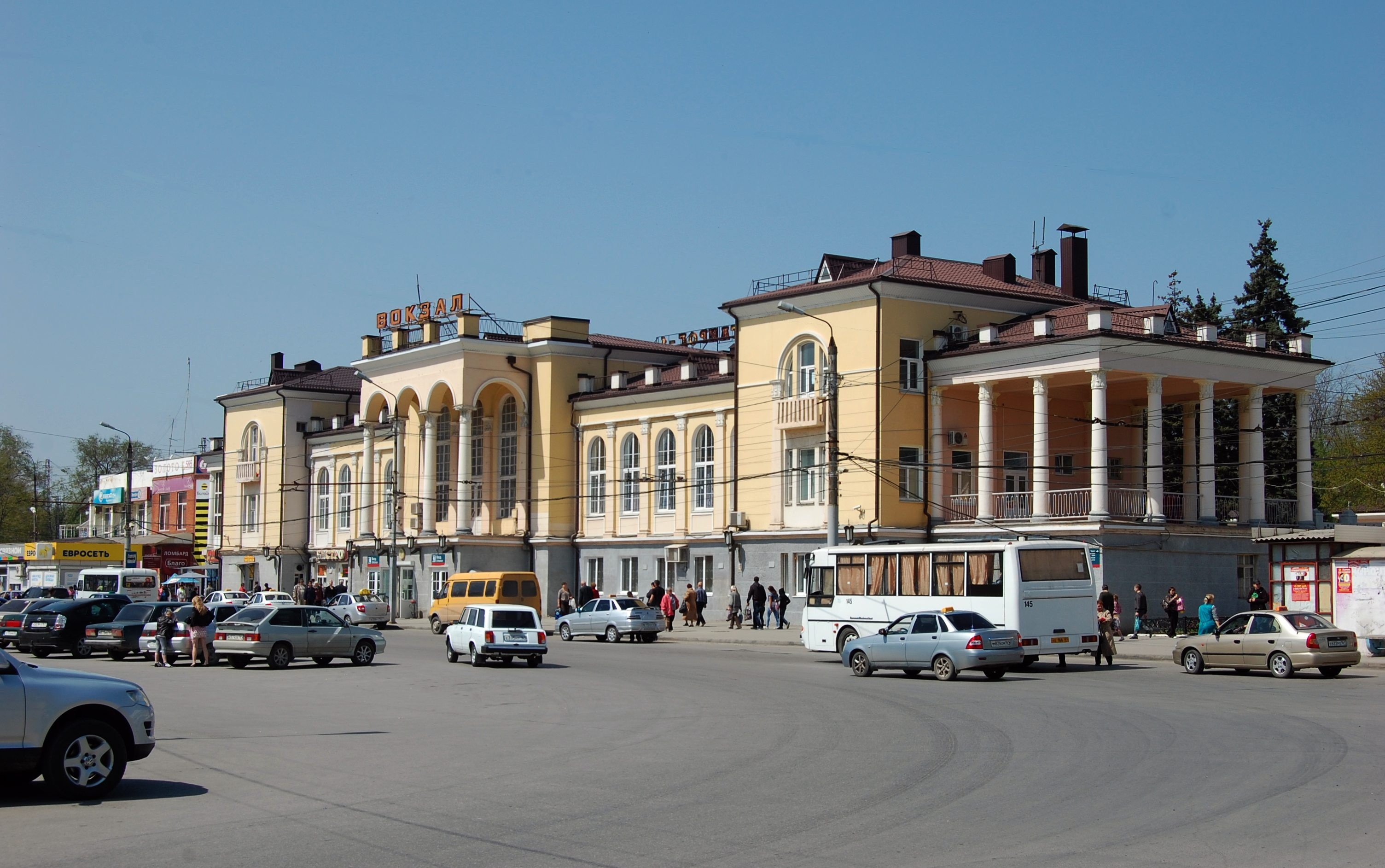
Taganrog, gara

- Muzeul „Casa Cehov”,
- Casa De Ceaikovski[1],
- Palatul Alfraki,
- Muzeul Vasilenko,
- Muzeul Durova,
- Muzeul Faina Ranevskaia,
- Taganrog muzeul de artă,
- Muzeul politehnic,
- Palatul împăratului Alexandru I,
- Muzeul tehnologiei aeronautice.

### Constructii
Casa Halibaw,
Casa Halizov, 
Casa Khanzhonkov,
Casa Ходжаева ,
Casa Tsesarenko ,
Casa Cebanenco ,
Casa Chernoyarov ,
Casa Sharonov,
Casa Szymanowski,
Casa Stahlberg, 
Casa Polyakov, 
Casa Yankelevich,
Casa Варваци,
Casa Tretiakov,
Casa Tretiakov.

### Monumente
- Monumentul Giuseppe Garibaldi (1961);
- Monumentul Lui Petru I (1903). Sculptorul — Antokolsky;
- Monumentul Cehov (1831). Sculptorul — Martos;
- Monumentul Lui Pușkin (1986). Sculptorul Neroda;
- Monumentul Lui Lenin (1970). Sculptorul — Tomsk;
- Monumentul Regină și yuri Gagarin (1979). Sculptorul Oleg Com;
- Monumentul De Maxim Gorki (1950). Sculptorul Valentin Russo;
- Monumentul Faina Ranevskaya (2008).  Sculptorul David Begalov.

## Galerie

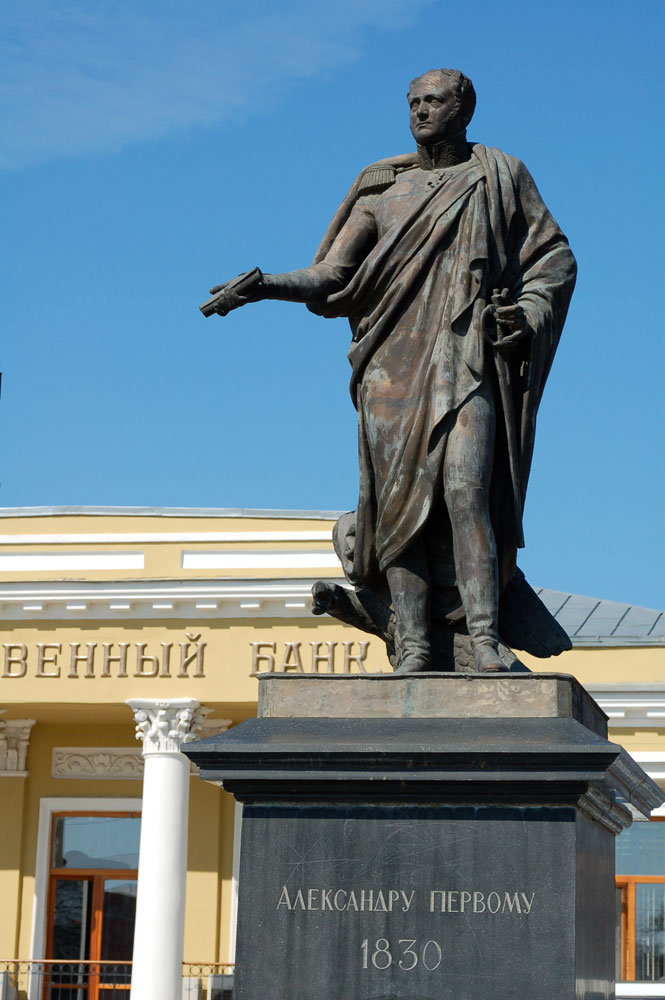
Monumentul lui Alexandru I
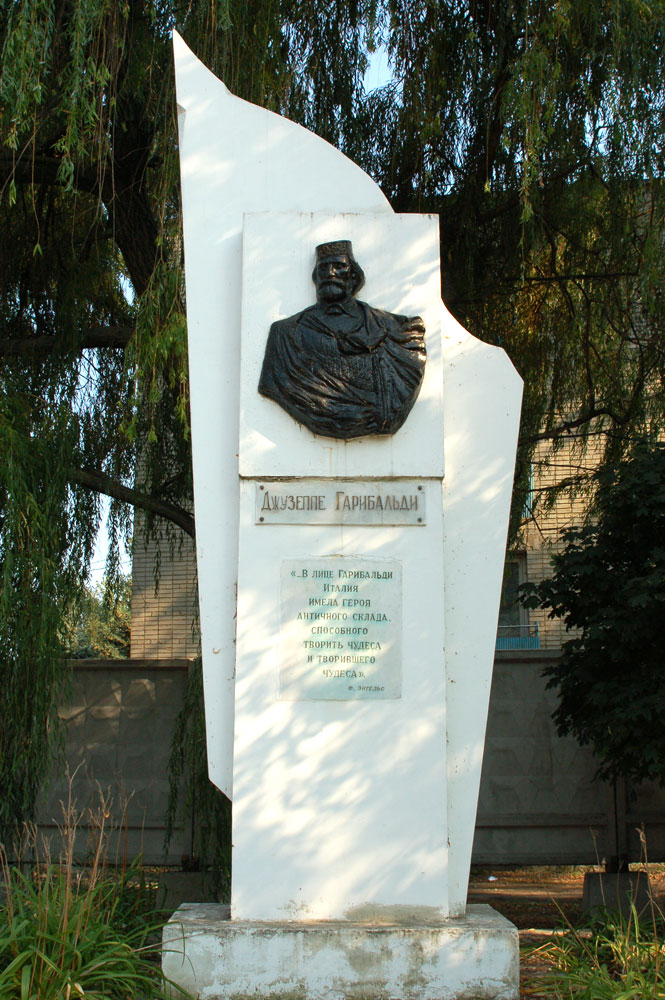
Monumentul lui Giuseppe Garibaldi
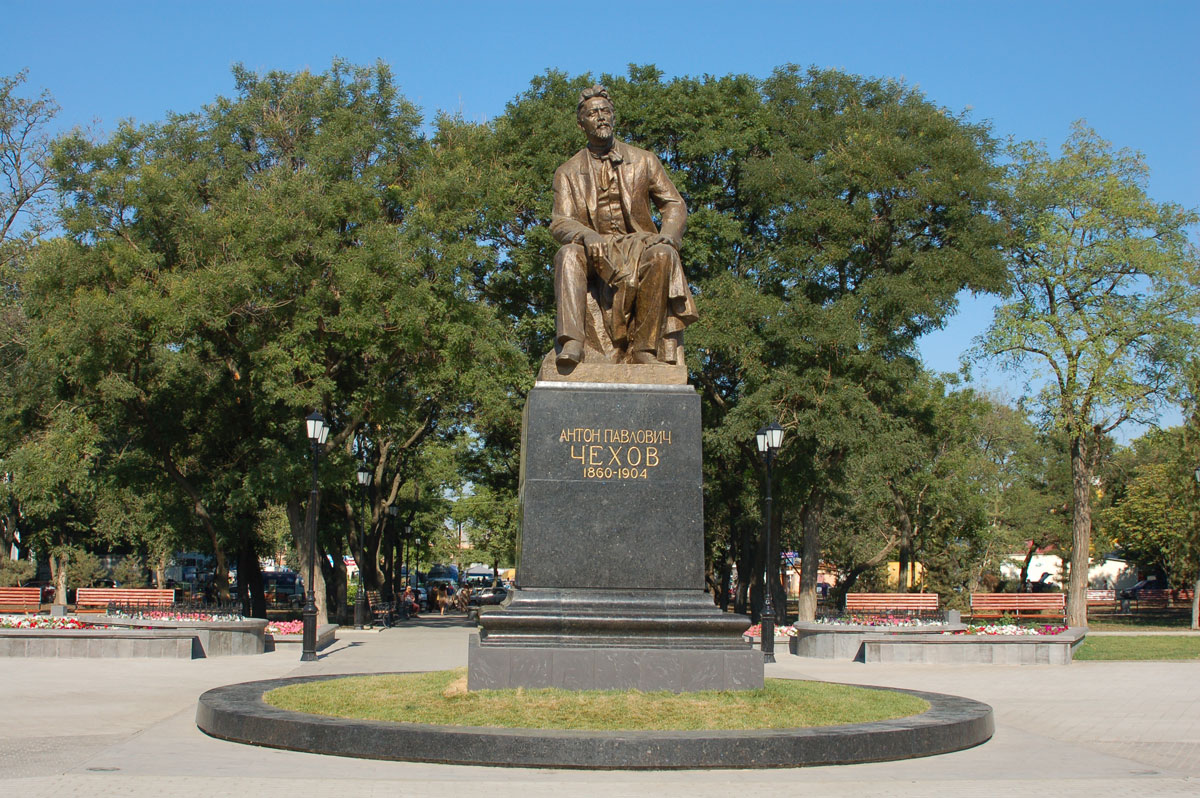
Monumentul Anton Cehov
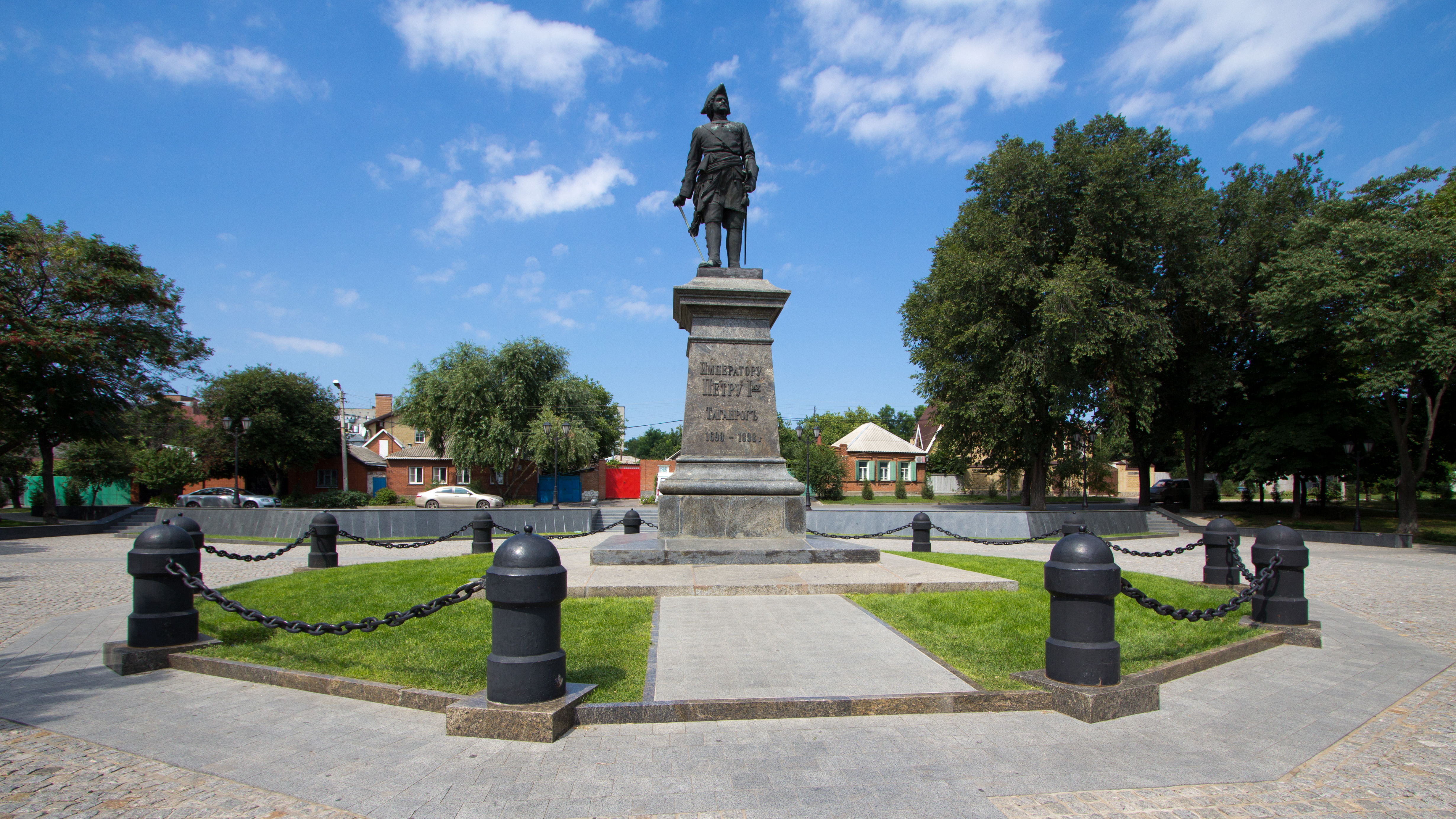
Monumentul lui Petru I
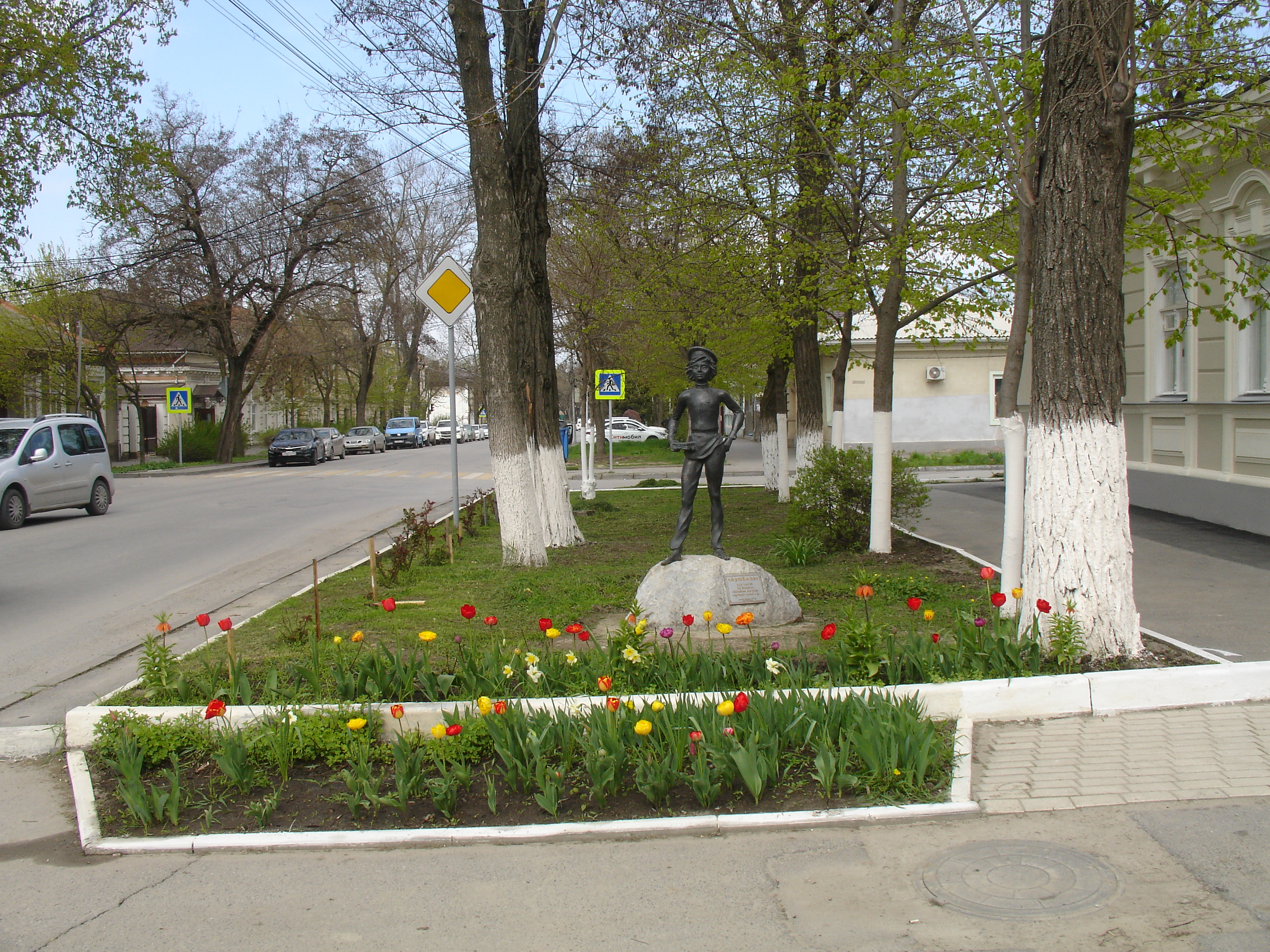
Monumentul „Artiomka” de lângă casa în care a locuit scriitorul I.D. Vasilenko:
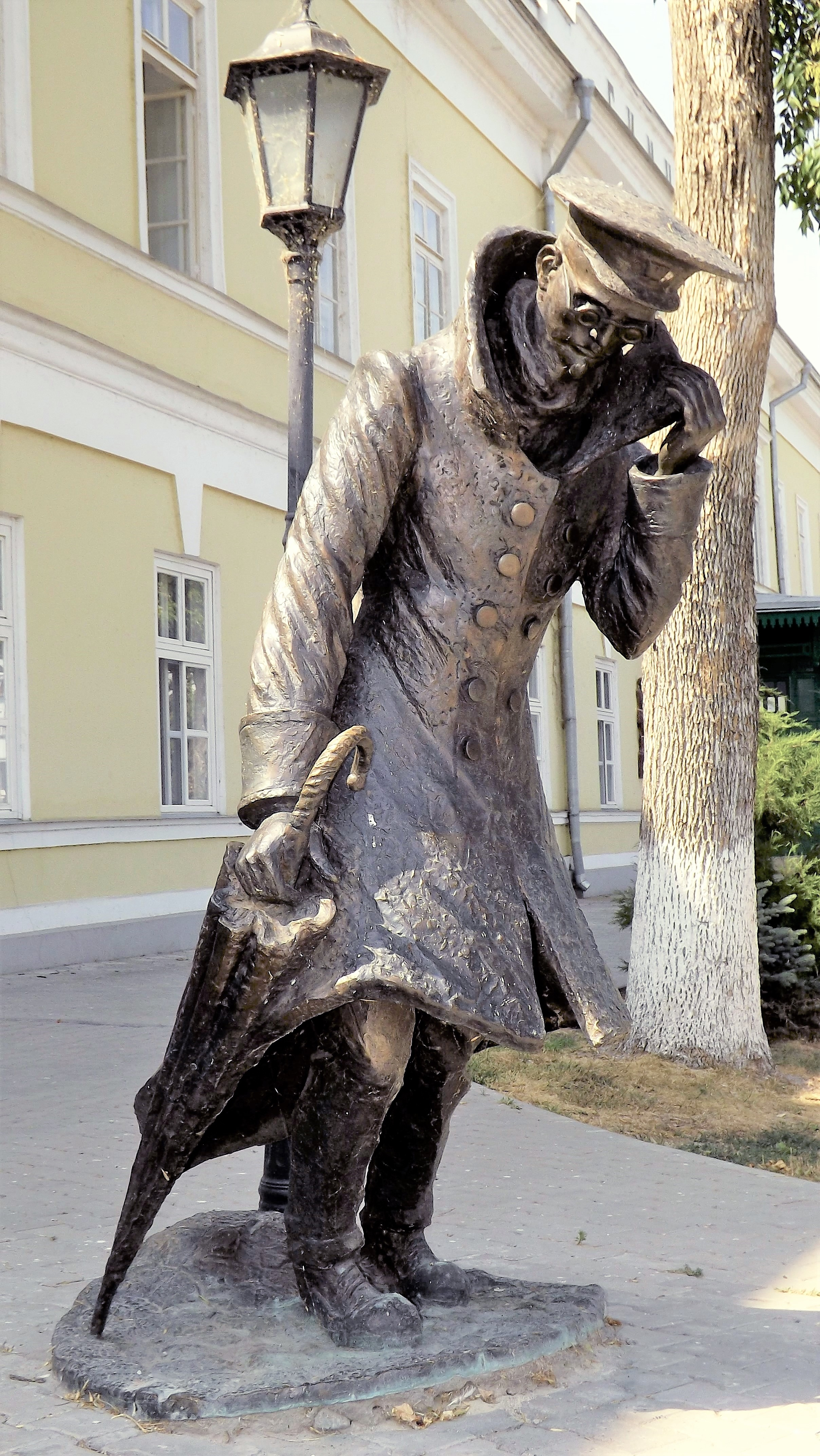
Monumentul poveștii lui Anton Cehov „Omul din cutie”

## Personalități născute aici
- Anton Cehov (1860 - 1904), dramaturg.